# Handelsfartyg

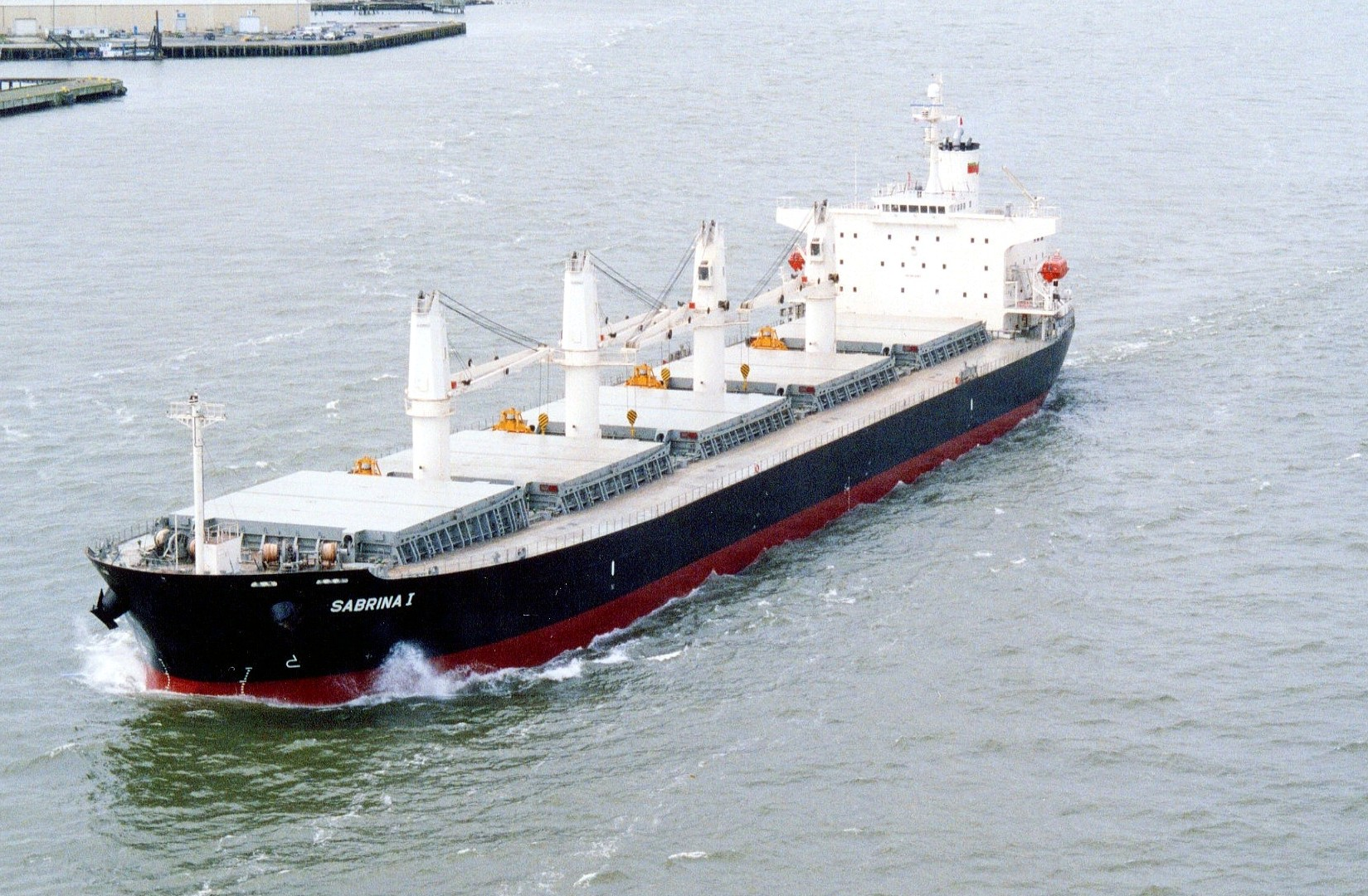
Bulkfartyget Sabrina I.

Ett handelsfartyg eller handelsskepp är ett civilt fartyg för frakt- eller passagerartrafik.  Militära fartyg kallas örlogsfartyg.

### Fotnoter
1. ↑  ”Vad betraktas som affärsmässig sjötrafik?”. Sjöfartsverket. 27 februari 2007. https://www.transportstyrelsen.se/globalassets/global/sjofart/ombordanstallda/fritidsfartyg/blir_din_bat_ett_handelsfartyg.pdf. Läst 7 mars 2016.